# Rose Troche
Rose Troche (Chicago, 30 maggio 1964) è una regista e sceneggiatrice statunitense di origine portoricana.

## Biografia
Cresciuta a Chicago, muove i primi passi frequentando una scuola di cinema per un breve periodo di tempo. Inizialmente pubblica cortometraggi e video.
Debutta al cinema con Go Fish, spaccato della vita lesbo di Chicago, presentato al Sundance Film Festival nel 1994. Nel 1998 esce il film Bedrooms and Hallways che analizza il mondo sessuale maschile. Ha diretto anche La sicurezza degli oggetti (2001), prendendo spunto dai racconti di A. M. Homes, incentrata sugli intrecci sessuali eterosessuali della vita in periferia.
Ha diretto un episodio della serie televisiva Six Feet Under trasmessa da HBO, è stata inoltre regista e scrittrice della fortunata serie The L Word, serie che racconta la vita di un gruppo di amiche lesbiche a Los Angeles.

## Vita privata
La sua attuale compagna è la scrittrice e regista Cherien Dabis, co-produttrice della serie The L Word.

## Filmografia

### Regista
- Go Fish - Segui il pesce (Go Fish) (1994)
- Bedrooms and Hallways (1998)
- La sicurezza degli oggetti (The Safety of Objects) (2001)
- My Fake Boyfriend (2022)
- The Walking Dead – serie TV, episodio 11x22 (2022)

### Sceneggiatrice
- Go Fish - Segui il pesce (Go Fish) (1994)
- La sicurezza degli oggetti (The Safety of Objects) (2001)